# Insaciable
 Insaciable es una película de Argentina filmada en Eastmancolor dirigida por Armando Bó sobre su propio guion que fue producida entre 1976 y 1979 y se estrenó el 27 de septiembre de 1984. Tuvo como actores principales a Isabel Sarli, Jorge Barreiro, Santiago Gómez Cou y Armando Bó.
Se exhibió con los títulos alternativos de Sed de amor y La viuda insaciable.

## Sinopsis
Un marido médico alienta la infidelidad de su mujer ninfómana y hay un desfile de modelos para tentarla.

## Reparto
- Isabel Sarli
- Jorge Barreiro
- Santiago Gómez Cou
- Armando Bó
- Horacio Bruno
- Mario Casado
- Claude Marting
- Enrique Vargas
- Olga Walk
- Lechuguita
- Nanclais Evans
- Amelia Sanguinetti

## Comentarios
Jorge Abad en La Voz del Interior escribió:

«Los exteriores fotografiados por Américo Hoss nos recuerdan –pese a su gran oficio- a los afiches de turismo.»

Roberto Pagés en Tiempo Argentino escribió:

«Sudacias e ingenuidades.»

A.M.V. en Clarín dijo:

«…es una de esas películas que conviene ver el sábado por la noche en un cine repleto de gritos, risas y ocurrencias tolerando su mal gusto más que deliberado.»

César Magrini en El Cronista Comercial dijo:

«Los diálogos…verdadero alarde de oligofrenia…es desastrosa…la actuación del elenco entero es primaria y rechazable.»